# Sistema de Flash Canon
O Sistema de Flash Canon é um mecanismo de flash fotográfico utilizado pela Canon nas câmeras SLR seja de filme (35mm e APS) ou digital. Desde seu lançamento em 1987 até os dias de hoje, muitas revisões foram feitas, com a introdução de novos sistemas de exposição e medição.